# Paraphasma paulense
Paraphasma paulense is een insect uit de orde Phasmatodea en de familie Pseudophasmatidae. De wetenschappelijke naam van deze soort is voor het eerst geldig gepubliceerd in 1918 door Rehn. De door hem beschreven soort komt voor in Brazilië.